# Johannes II. Nix von Hoheneck

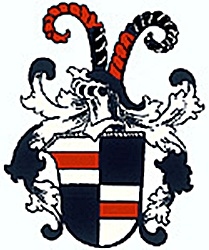
Wappen der Adelsfamilie Nix von Hoheneck

Johannes II. Nix von Hoheneck († 8. September 1467, in Pforzheim) war Bischof von Speyer von 1459 bis 1464.

## Leben
Johannes II. Nix von Hoheneck, der auch den Namenszusatz genannt Enzenberger trug, kam aus dem Geschlecht von Hoheneck (Pforzheim). Der Speyerer Geschichtsschreiber Franz Xaver Remling gibt an, sein Familienzweig habe von der Burg Enzberg gestammt.
Er wird als ein Mann von „ausgezeichneter Gelehrsamkeit, unbescholtenem Lebenswandel und reger Tätigkeit“ charakterisiert und erscheint bereits am 22. Dezember 1441 urkundlich als Speyerer Domherr. Mit Datum vom 16. Dezember 1443 begann er als „Domherr in Mainz und Speyer“ seine Studien an der Universität Heidelberg. Ab 1454 wird Nix von Hoheneck auch als Wormser Domherr genannt, um 1457 wurde er dort Dompropst. 1455 stieg er zum Domdekan von Mainz auf.
Am 17. September 1459 wurde Johannes Nix von Hoheneck zum Bischof von Speyer gewählt. Er stellte sich in der Mainzer Stiftsfehde, nicht zuletzt aus familiären Interessen, auf die Seite Badens und der brandenburgischen Koalition. Damit wurde er zum Gegner Friedrichs I. von der Pfalz. Er musste sich ihm nach der Schlacht bei Seckenheim unterwerfen und war am 4. Juli 1464 zur Abdankung gezwungen, welche Papst Pius II. mit Datum vom 8. August des Jahres annahm. Bei der Wahl des Nachfolgers setzte sich Friedrich I. für die Ernennung seines Kanzlers Matthias von Rammung ein.
Bei der Abdankung hatte man Nix von Hoheneck Schloss Obergrombach zur lebenslangen Nutzung als Emeritus überlassen. Dorthin zog er sich zurück und übersiedelte 1467, kurz vor seinem Tode, nach Pforzheim, wo er im Chor der Franziskanerkirche  Pforzheim (heute genannt Barfüßerkirche) bestattet wurde. In Obergrombach ließ der Bischof offenbar die Schlosskapelle ausmalen, worauf sein dort erhaltenes Wappen hindeutet.
Auch an der kath. Pfarrkirche St. Ulrich in Deidesheim ist im Erdgeschoss des Westturmes ein großer Wappenstein des Bischofs eingelassen.

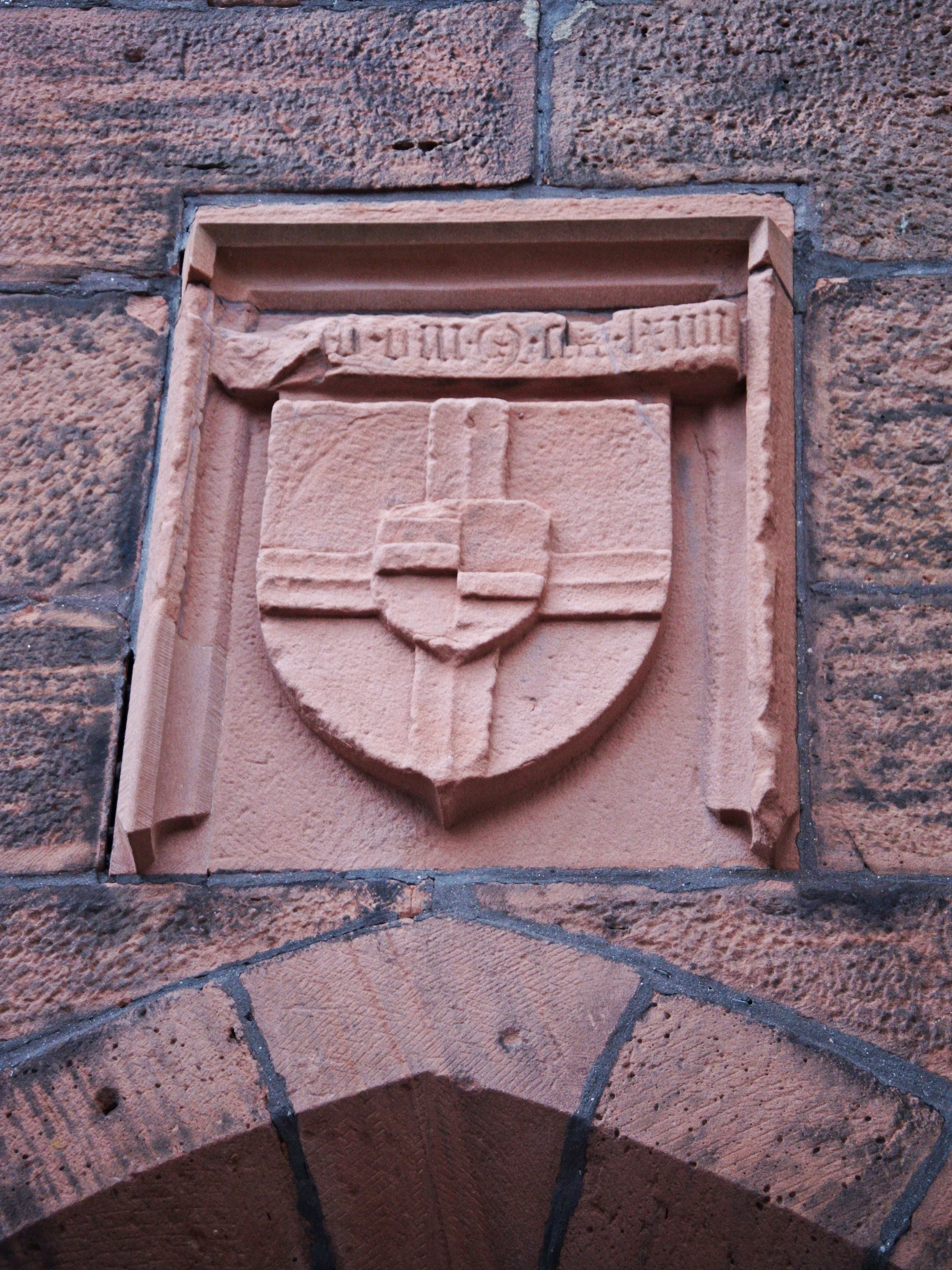
Wappenstein des Bischofs (Familienwappen als Herzschild auf das Speyerer Bistumswappen aufgelegt); Außenseite der Pfarrkirche St. Ulrich, Deidesheim

## Wappen
Das fürstbischöfliche Wappen ist üblicherweise geviert. Die Felder des Wappenschildes führen im Wechsel das Familienwappen der Hoheneck und das Wappen des Bistums Speyer, ein silbernes Kreuz auf blauem Grund. Das Familienwappen der Hoheneck ist wiederum geviert mit im Wechsel schwarzen und silbernen Feldern. Die beiden silbernen Felder sind mit einem roten Querbalken belegt.